# Ingrid Vang Nyman

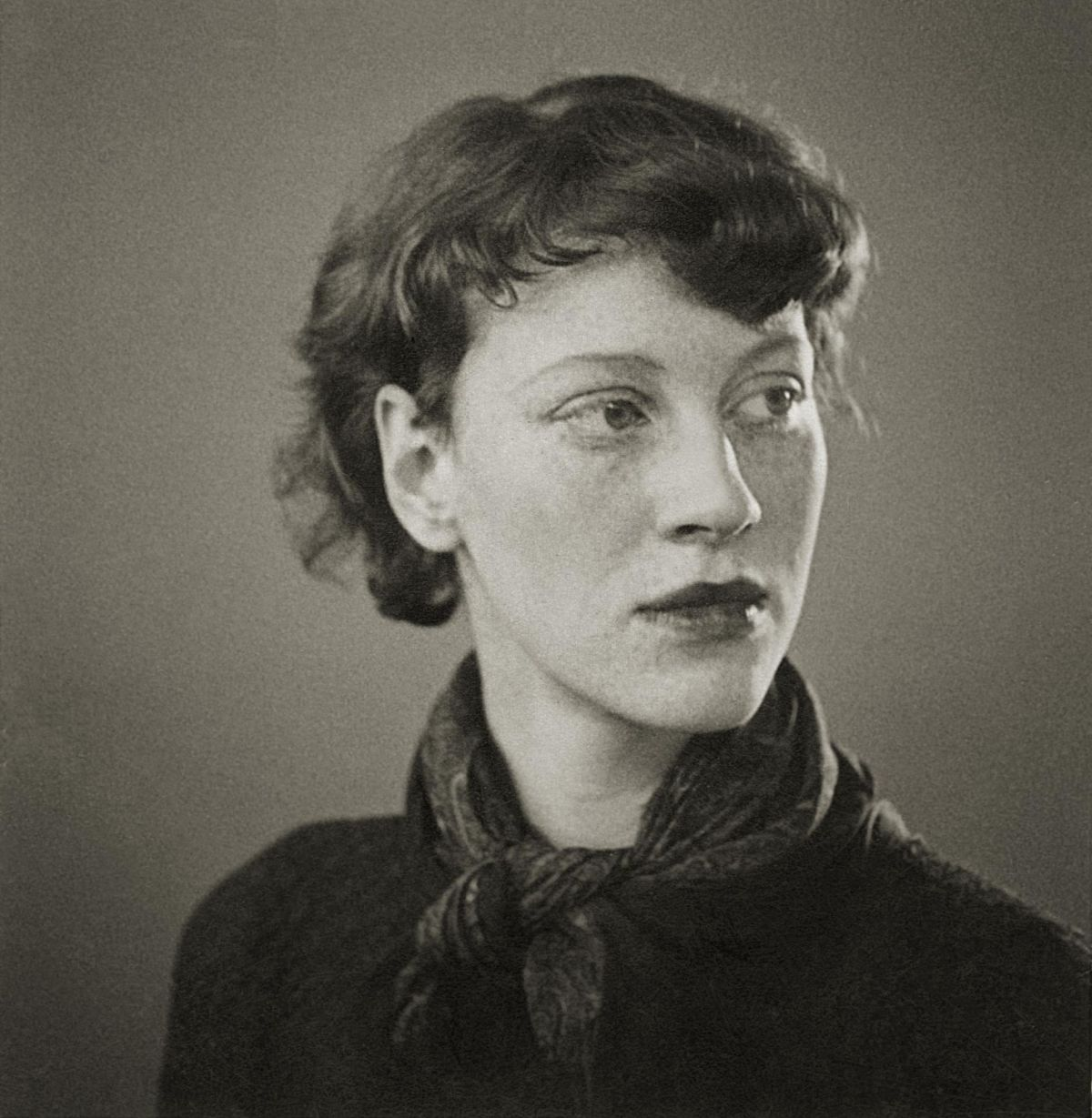
Ingrid Vang Nyman

Ingrid Vang Nyman (* 21. August 1916 in Vejen, Jütland; † 13. Dezember 1959 in Kopenhagen) war eine dänische Buchillustratorin, die unter anderem die 1945 erschienene Originalausgabe von Astrid Lindgrens Pippi Langstrumpf gestaltete. Sie ist für ihren eigenwilligen Stil bekannt, der ihrer Zeit weit voraus war.

## Leben und Werk
Mit neunzehn Jahren begann Nyman ein Studium an der Kunstakademie in Kopenhagen, das sie allerdings nach wenigen Jahren abbrach, um sich als selbstständige Künstlerin zu betätigen. 1940 heiratete sie den Künstler und Lyriker Arne Nyman, ihr gemeinsamer Sohn kam im selben Jahr zur Welt. Die Ehe wurde nach wenigen Jahren geschieden und Nyman zog 1943 mit ihrem Sohn nach Stockholm.
Nun begann ihre produktivste Zeit bis 1952, in der sie auch Astrid Lindgrens Pippi Langstrumpf, den Erzählband Sammelaugust und andere Kinder und Wir Kinder aus Bullerbü bebilderte. Nyman verlangte den Illustrationen für Kinder dieselbe künstlerische Qualität ab wie von denjenigen für Erwachsene. Aufgrund psychischer und gesundheitlicher Probleme zog sie sich immer wieder für längere Zeit zu Verwandten nach Dänemark zurück. Ihr Zustand verschlimmerte sich zusehends und so beging Nyman schließlich am Luciafest 1959 Suizid.